# Kaohsiung Twin Towers
Les Kaohsiung Twin Towers sont deux tours jumelles hautes de 128 m construites de 1993 à 1996 à Kaohsiung dans le sud de l'ile de Taïwan.
Elles abritent des logements.
L'architecte est Liu Xianghong.